# Костюшко, Иван Иванович
Ива́н Ива́нович Костю́шко (31 июля 1919, околица Букорево, Витебская область, БССР — 3 марта 2018) — советский и российский историк-славист, доктор исторических наук, профессор, первый главный редактор журнала «Советское славяноведение».

## Биография
Родился 31 июля 1919 года в околице Букорево Кохановского района Витебской области (Белорусская ССР). В 1936 году окончил минскую школу. С 1938 по 1941 годы учился в Московском историко-архивном институте, однако учёбу прервала война. С 1941 года служил военным медиком (в РККА и в Войске Польском). В 1943 году был награждён медалью «За боевые заслуги», а в 1945 году получил медали «За освобождение Варшавы» и «За победу над Германией». Также является кавалером орденов Отечественной войны I степени, Дружбы народов и серебряного «Креста заслуги» (ПНР). В 1946 году был демобилизован в звании капитана медицинской службы. В том же году возобновил учёбу в МГИАИ, который окончил в 1947 году.
В 1947—1948 годах работал научным сотрудником Центрального государственного архива Октябрьской революции МВД Белорусской ССР в Минске. С 1949 по 1951 годы учился в аспирантуре Института славяноведения АН СССР; в 1952 году под руководством акад. Б. Д. Грекова защитил диссертацию на соискание учёной степени кандидата исторических наук «Развитие капитализма и кризис феодально-крепостнических отношений в польской деревне (Царство Польское в 30-х — начале 60-х гг. XIX в.». Степень доктора исторических наук И. И. Костюшко получил в 1964 году за монографию «Крестьянская реформа 1864 г. в Царстве Польском» (издана в 1962 году).
С 1952 по 2009 год являлся научным сотрудником Института славяноведения. Соавтор трёхтомного издания «История Польши» (II и III тома). В 1965 году стал первым главным редактором журнала «Советское славяноведение», проработав в этой должности почти 22 года. В 1970—1988 годах он руководил сектором истории стран Центральной и Юго-Восточной Европы периода общего кризиса капитализма в Институте славяноведения и балканистики АН СССР. В 2009 году вышел на пенсию.
Научными интересами И. И. Костюшко являлись социально-экономическая и политическая история Польши XIX—XX веков, аграрные реформы в странах Центральной и Восточной Европы Нового и Новейшего времени.
Умер 3 марта 2018 года в 98-летнем возрасте.

## Основные работы

### Монографии
- Костюшко И. И. Аграрная реформа 1848 г. в Австрии. — М.: Институт славяноведения и балканистики РАН, 1993. — 238 с.
- Костюшко И. И. Аграрные реформы в Австрии, Пруссии и России в период перехода от феодализма к капитализму: Сравнительный очерк. — М.: Институт славяноведения и балканистики РАН, 1994. — 144 с.
- Костюшко И. И. Из истории советско-польских отношений. Польское бюро ЦК РКП(б), 1920—1921 гг. — М.: Институт славяноведения РАН, 2005. — 143 с.
- Костюшко И. И. Крестьянская реформа 1864 г. в Царстве Польском. — М.: Академия наук СССР, 1962. — 494 с.
- Костюшко И. И. Прусская аграрная реформа: к проблеме буржуазной аграрной эволюции прусского типа. — М.: Наука, 1989. — 261 с.

### Статьи в журналах
- Костюшко И. И. Боевые традиции народного Войска Польского // Советское славяноведение. — 1973. — № 5.
- Костюшко И. И. Выкуп и регуляция феодальных повинностей в силезии по законам от 2 марта 1850 года // Советское славяноведение. — 1980. — № 6. — С. 31-50.
- Костюшко И. И. IX Международный съезд славистов // Советское славяноведение. — 1984. — № 2. — С. 5-8.
- Костюшко И. И. Деятельность КПСС и ПОРП по укреплению советско-польской дружбы // Советское славяноведение. — 1983. — № 2. — С. 10-16.
- Костюшко И. И. Долгосрочная программа развития экономического и научно-технического сотрудничества между СССР и ПНР на период до 2000 года // Советское славяноведение. — 1985. — № 3. — С. 86-89.
- Костюшко И. И. Историко-славистические исследования в СССР (1971—1978) // Советское славяноведение. — 1979. — № 3. — С. 87-95.
- Костюшко И. И. К вопросу об экономическом сотрудничестве Советского Союза и народной Польши в период войны с фашистскими захватчиками (июль 1944 — май 1945 г.) // Советское славяноведение. — 1974. — № 3. — С. 21-28.
- Костюшко И. И. К вопросу о польских военнопленных 1920 года // Славяноведение. — 2000. — № 3. — С. 42-62.
- Костюшко И. И. К столетию восстания 1963 г. в царстве Польском, Литве, Белоруссии и на Правобережной Украине // Вопросы истории. — 1963. — № 1.
- Костюшко И. И. Обсуждение книги по истории польского народа // Вопросы истории. — 1955. — № 10. — С. 170—174.
- Костюшко И. И. Регуляция и выкуп феодальных повинностей в Силезии // Советское славяноведение. — 1975. — № 6. — С. 45-64.
- Костюшко И. И. Регуляция и выкуп феодальных повинностей в Силезии в 1816—1849 годах // Советское славяноведение. — 1976. — № 5. — С. 37-61.
- Костюшко И. И. Советско-польский договор от 8 апреля 1965 года // Советское славяноведение. — 1972. — № 2. — С. 3-7.
- Костюшко И. И. 40-летие Польской Народной Республики // Советское славяноведение. — 1984. — № 4. — С. 3-12.
- Костюшко И. И. Традиции революционной борьбы КПП и объединение польского рабочего движения // Советское славяноведение. — 1968. — № 6. — С. 18-26.
- Костюшко И. И. Традиции совместной борьбы народов СССР и ПНР за свободу, независимость и социальный прогресс // Советское славяноведение. — 1978. — № 5. — С. 3-8.

### Статьи в книгах и сборниках
- Костюшко И. И. Попытка советской России в 1920 г. разрушить версальскую систему мира // Восточная Европа после Версаля. — СПб.: Алетейя, 2007. — С.163-186.

### Доклады
- Валев Л. Б., Костюшко И. И., Сумарокова М. М. Кризис буржуазной демократии в западных и южных славянских странах (Межвоенный период) // История, культура, этнография и фольклор славянских стран: VIII Международный съезд славистов (Загреб — Любляна, сентябрь 1978 г.). — М.: Наука, 1978. — С. 85-107.
- Гришина Р. П., Костюшко И. И., Сумарокова М. М. Октябрьская революция и политические преобразования в зарубежных славянских странах // История, культура, этнография и фольклор славянских стран: X Международный съезд славистов (София, сентябрь 1988 г.). — М.: Наука, 1988. — С. 3-16.
- Костюшко И. И., Сумарокова М. М. Октябрьская революция и развитие революционной мысли в Польше и Югославии (1917—1923 гг.) // VII Международный съезд славистов (Варшава, август 1973 г.). — М.: Наука, 1973. — С. 5-27.